# Otto Thämer
Otto Thämer (* 1. Februar 1892 in Altona; † 3. November 1975 in Hamburg) war ein deutscher Maler und Grafiker.

## Leben
Nach einer Malerlehre in Hamburg und Ausbildungen an der Kunstgewerbeschule in Altona und an der Unterrichtsanstalt des Kunstgewerbemuseums Berlin studierte Thämer an den Kunstakademien von Berlin, München, Rom und Paris. 1918 trat er dem Altonaer Künstlerverein bei, 1920 der Hamburgischen Künstlerschaft. Es folgte eine Malerfahrt 1923 bis 1925 nach Italien. In den 1920er Jahren illustrierte er u. a. Notgeld.
Während des nationalsozialistischen Regimes gehörte Thämer zu den norddeutschen Malern dieser Zeit: So malte er die Fresken der 1749 erbauten Klosterkirche Uetersen und der 1935/36 erbauten Neulandhalle des Adolf-Hitler-Koogs (seit 1945: Dieksanderkoog) im Kreis Dithmarschen. Davon ist heute lediglich das Fresko Deichbau erhalten geblieben. Außerdem illustrierte Thämer zahlreiche nationalsozialistische Zeit- und Propagandaschriften. Auf der Großen Deutschen Kunstausstellung 1942 war er mit fünf Werken vertreten. Das Aquarell Danzig-Krantor war auch im Ausstellungskatalog abgebildet.
1944 begann er damit neue Fresken im Remter der Marineschule Mürwik zu schaffen. Die Arbeiten daran endeten 1955.
Thämer gehörte zu den Gründungsmitgliedern der Künstlergruppe De Warft. Sein Werk wurde stark von Ferdinand Hodler und Max Klinger beeinflusst. Auf der Ausstellung Eine Liebe. Max Klinger und die Folgen. 2007/2008 (im Museum der bildenden Künste Leipzig und der Hamburger Kunsthalle) wurden auch Werke Thämers gezeigt. Werke von Thämer befinden sich heute u. a. in der Kunsthalle zu Kiel und im Rathaus Kiel; Ausmalungen in der Marineschule Mürwik.